# Llantenesita
La llantenesita és un mineral de la classe dels sulfats.

## Característiques
La llantenesita és un selenat de fórmula química Cu₆Al[SeO₄](OH)₁₂Cl·3H₂O. Va ser aprovada com a espècie vàlida per l'Associació Mineralògica Internacional l'any 2019, i encara resta pendent de publicació. Cristal·litza en el sistema trigonal. És l'anàleg de seleni de la spangolita.
L'exemplar que va servir per a determinar l'espècie, el que es coneix com a material tipus, es troba conservat a les col·leccions mineralògiques del Museu d'Història Natural de Viena (Àustria), amb el número de catàleg: o574.

## Formació i jaciments
Va ser descoberta a la mina San Pedro, situada a la localitat de Jagüé, al departament de Vinchina (Província de La Rioja, Argentina). Aquest indret és l'únic a tot el planeta on ha estat descrita aquesta espècie mineral.